# Xã Scranton, Quận Greene, Iowa
Xã Scranton (tiếng Anh: Scranton Township) là một xã thuộc quận Greene, tiểu bang Iowa, Hoa Kỳ. Năm 2010, dân số của xã này là 707 người.